# Aigremont (Yvelines)
Aigremont je francouzská obec v departmentu Yvelines v regionu Île-de-France.

## Geografie
Sousední obce: Chambourcy a Poissy.

## Historie
Sídlo je poprvé zmiňováno v roce 767 pod jménem Archimons.

## Vývoj počtu obyvatel
Počet obyvatel